# 胚性幹細胞

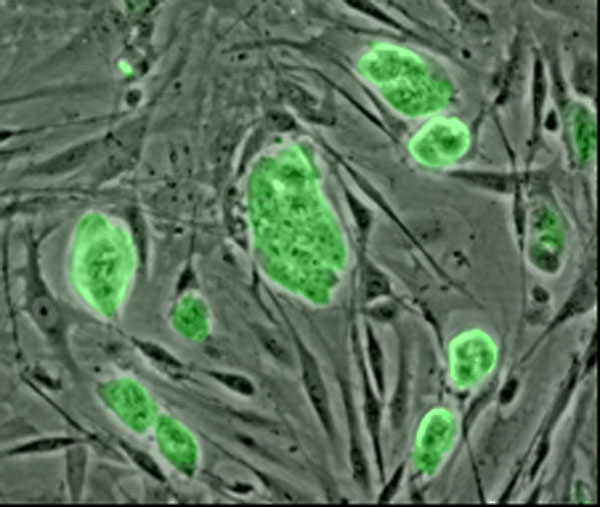
マウスES細胞：緑の部分が小型のES細胞の塊であり、周りの細胞はフィーダー細胞

胚性幹細胞（はいせいかんさいぼう、英: embryonic stem cells）とは、動物の発生初期段階である胚盤胞期の胚の一部に属する内部細胞塊より作られる幹細胞細胞株のこと。英語の頭文字をとって、ES細胞（イーエスさいぼう、ES cells）と呼ばれる。体細胞より作られる人工多能性幹細胞（iPS細胞）とは異なる。
生体外にて、理論上すべての組織に分化する分化多能性を保ちつつ、ほぼ無限に増殖させることができるため、有力な万能細胞の一つとして再生医療への応用が期待されている。またマウスなどの動物由来のES細胞は、体外培養後、胚に戻し、発生させることで、生殖細胞を含む個体中の様々な組織に分化することができる。また、その高い増殖能から遺伝子に様々な操作を加えることが可能である。このことを利用して、相同組換えにより個体レベルで特定遺伝子を意図的に破壊したり（ノックアウトマウス）、マーカー遺伝子を自在に導入したりすることができるので、基礎医学研究では既に広く利用されている。

## 作製法と性質
その製法は受精卵が胚盤胞と呼ばれる段階にまで発生したところで取り出して、フィーダー細胞 (英: feeder cell、一般にはマウス胚線維芽細胞 (MEF) が使われる) という下敷きとなる細胞と一緒に培養をすると、内部細胞塊が増殖を始める。この内部細胞塊は、胎盤などの胚体外組織以外の、全ての身体の組織に分化してゆく細胞集団である。増殖した内部細胞塊由来の細胞をばらばらにしてフィーダー細胞に植え継ぐ操作を繰り返し、最終的に「ES細胞株」を樹立する。マウスの場合にはLIF (leukemia inhibitory factor) という分化抑制因子を加える。一方、ヒトES細胞株の場合にはLIFは必要ないが、bFGF (basic fibroblast growth factor) が必要になる。いずれにしても、自発的に分化しやすい細胞であり、分化多能性の状態を保ったままの継代には非常に注意を要する。ES細胞であることを示すマーカーには、Oct3/4, STAT3, Nanogなどの遺伝子の発現がある。

## 歴史
1964年、研究者らは現在は生殖細胞由来であることが知られている腫瘍であるテラトカルシノーマから単一の種類の細胞を単離した。テラトカルシノーマから単離されたこれらの細胞は、幹細胞として培地中で複製、成長し、現在は胚性腫瘍 (EC; embryonic carcinoma) 細胞として知られている。形態学的ならびに分化能（多能性）の類似から、EC細胞は初期マウス発生のin vitroモデルとして使われるようになったが、EC細胞は遺伝子変異やテラトカルシノーマの発達の間に蓄積する異常な核型をしばしば有している。これらの遺伝的異常は、内部細胞塊から直接的に多能性細胞を培養できるようになる必要性をさらに強調した。

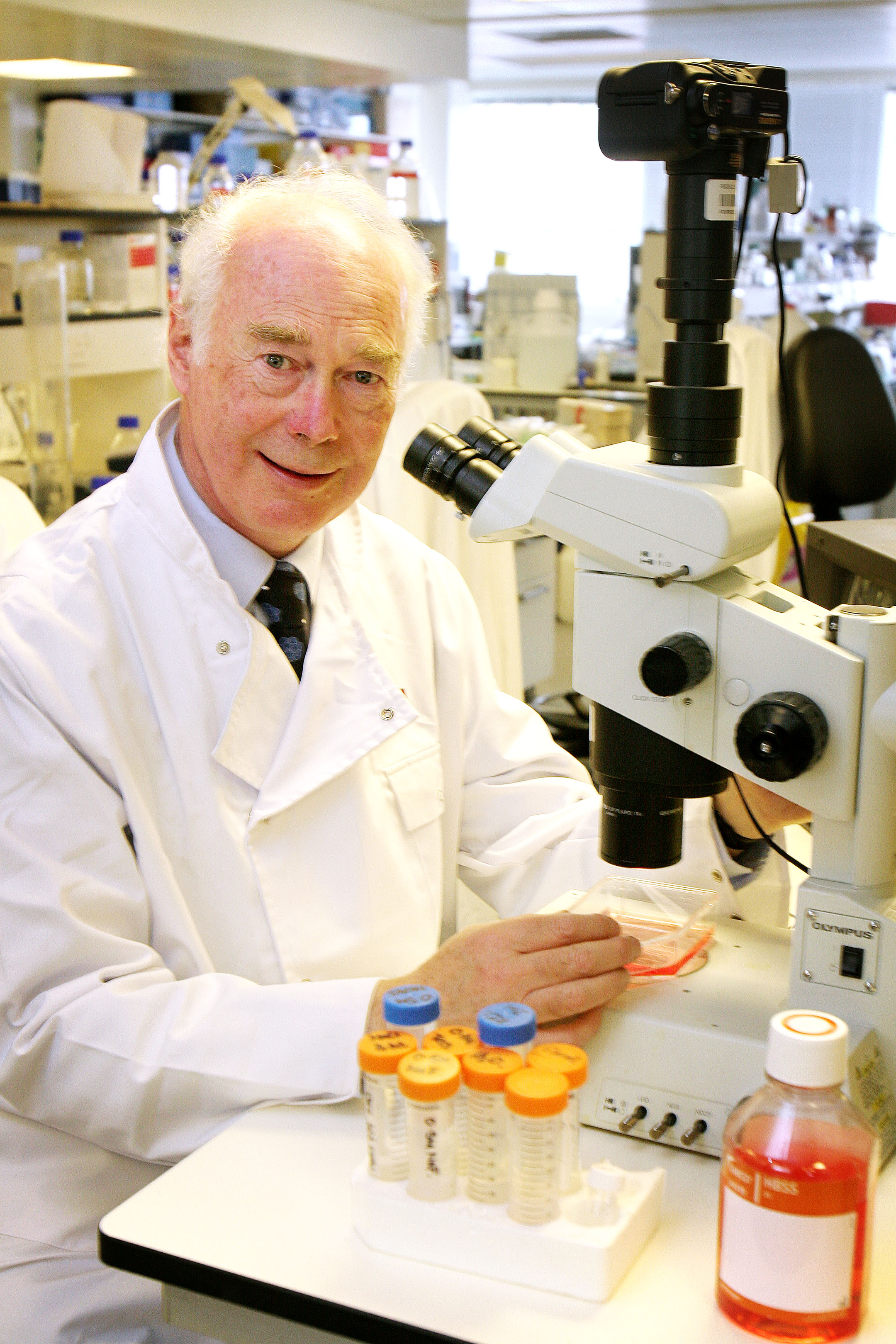
マーティン・エヴァンズ

1981年、胚性幹細胞（ES細胞）が、マウスの胚から2つの研究グループによって独立に樹立された。ケンブリッジ大学遺伝学部門のマーティン・エヴァンズおよびマシュー・カウフマンが7月に初めて報告し、子宮内のマウス胚を培養し、ES細胞を樹立する新たな技術を明らかにした。カリフォルニア大学サンフランシスコ校解剖学部門のゲイル・R・マーティンは12月に論文を発表し、「胚性幹細胞」という用語を作った。彼女は、胚がin vitroで培養できること、これらの胚からES細胞を樹立できることを示した。1998年、ウィスコンシン大学マディソン校のジェームズ・トムソンによって率いられた研究者らが、ヒト胚性幹細胞を単離・培養する技術を初めて開発した。

## ヒトES細胞の倫理的問題
ES細胞を樹立するには、受精卵ないし受精卵より発生が進んだ胚盤胞までの段階の初期胚が必要となる。ヒトの場合には、受精卵を材料として用いることで、生命の萌芽を滅失してしまうために倫理的な論議を呼んでいる（一般的に、卵子が受精して発生を開始した受精卵以降を生命の萌芽として倫理問題の対象となるとみなしている。神経系が発達した以降の胚を生命の萌芽とみなす考え方もある。）。先進国においては、例えば米国ブッシュ政権が2001年8月に公的研究費による新たなヒトES細胞の樹立を禁止しているように、いずれヒトになりうる受精卵を破壊することに対する倫理的問題から現段階でのヒトES細胞の作製を認めない国がある。一方、パーキンソン病などの神経変性疾患、脊髄損傷、脳梗塞、糖尿病、肝硬変、心筋症など根治の無かった疾患を将来的に治療できる可能性から、その研究を認める国などに対応が分かれている。日本においては体外受精による不妊治療において母体に戻されなかった凍結保存されている胚の内、破棄されることが決定した余剰胚の利用に限って、ヒトES細胞の作成が認められている。米国においても、公的研究費を用いない形での研究がハーバード大学幹細胞研究所などで行われているほか、カリフォルニア州においては、アーノルド・シュワルツェネッガー知事が認める方向を打ち出すなど大きな社会的議論になっている。また、受精卵を用いるES細胞の新たな作製に伴う倫理的問題を回避するために、次の項に述べるような方法も開発されている。
2006年にAdvanced Cell Technology社のRobert Lanzaらのグループは、マウスおよびヒトにおいて、胚盤胞期以前の卵割期の胚の単一割球のみを用いて、胚の発生能を損なうことなく、ES細胞を樹立することに成功した。この技術開発により受精卵を破壊せずにES細胞の樹立を行うことが可能になった。同年、ニューキャッスル大学のMiodrag Stojkovicらのグループが、発生停止したヒトの胚からES細胞を樹立することに成功した。これにより、不妊治療において廃棄されていた過剰な卵を用いることが可能になった。

## ES細胞を用いた再生医療
ヒトES細胞を用いた再生医療は、現時点ではまだ開発中であり実現はされていない。
ES細胞を再生医療に応用するためには、まずES細胞をある特定の細胞に分化させなくてはならない。これについては、神経細胞や心筋細胞、膵臓ベータ細胞などに効率的に分化させる方法が盛んに開発されている。その上で、分化した細胞を選択後、移植することになる。例えば、糖尿病患者に対しては、ES細胞の分化によって得たインスリンを分泌する膵臓ランゲルハンス島（膵島）ベータ細胞に相当する細胞を、患者に移植するという操作が必要となるが、主要組織適合抗原 (MHC) が患者とES細胞の材料となった受精卵とで異なることが大半であるために、移植しても拒絶されるという問題点がある。
これを克服するため、患者由来の遺伝子を有するES細胞を樹立することができれば、拒絶されることはなく幅広い応用が可能になる。近年動物においては、体細胞核移植の技術により、卵の核を体細胞の核と置換してクローン胚を得、そこから生体外にて胚盤胞にまで発生させた後にES細胞を樹立することが可能になっている（体細胞由来ES細胞）。ヒトにおいても技術的には動物と同様にこの技術を用いてクローンES細胞を得ることは可能であると思われている。だが、成功率が低いため多量の卵を必要とすること、さらにその中途段階にて得られるクローン胚を母体の子宮に戻せばクローン人間を作製することが可能であるために、先進国各国の大多数において現段階ではヒトクローンES細胞の作製は禁止されている（現在ではクローン個体を作製しないという限定条件下にて、難病治療目的でのクローンES細胞の作製は認められる方向である）。なお、この倫理的問題を解決するために、既に樹立されたES細胞と体細胞を融合させ、多分化能を持つ細胞を作製する手法が開発されている。この場合、拒絶反応を回避するにはES細胞由来の染色体を除去する必要があり、その技術開発が進められている。
また、ES細胞を生体外にて増殖させ続けると、染色体変異、遺伝子異常が生じて次第に蓄積していくことが明らかとなっており、医療への応用は樹立後間もない株に限られるであろう。こうした遺伝子異常の結果、癌（がん）化する可能性も指摘されている。以前は、ES細胞は、ウシ胎仔血清など動物由来の成分を含んだ培地で培養することが一般的であったが、現在は、これらの問題は既に解決されており、先進国のES細胞研究所では、既に、動物由来成分を含まない培地を用いてヒトES細胞を増殖・分化させることが常識となっている。

### ES細胞を用いた治験例
2010年10月アメリカのジェロン社が脊髄損傷の患者4人に対しES細胞を使用した臨床試験を開始したが、2011年11月に撤退を発表した。
2020年5月21日、国立成育医療研究センターが、人のES細胞からつくった肝細胞を、「尿素サイクル異常症」の赤ちゃんに移植する臨床試験（治験）をしたと発表した。移植は成功し、容体は安定しているという。人の病気にES細胞が使われるのは国内で初めてかつ、ES細胞からつくった肝細胞の移植は世界初。2023年10月、治験による安全性と効果が確認できたとし、国への承認申請を目指すと発表された。
2023年、ノボノルディスクがES細胞を使ったパーキンソン病の治験を同年中に開始すると発表。

## ES細胞を使った研究
遺伝子疾患の患者の核を移植したntES細胞を用いると、この細胞を適切に分化させることで、生検せずとも、患者と同じ表現形質を持った体細胞を多量に得ることができるようになる。このような体細胞は、病因の研究や薬剤のスクリーニング（選別）など治療法の開発に有用である。
2004年にシカゴ生殖遺伝学研究所のユーリー・バーリンスキーらのグループは、遺伝病を持つヒトの胚から20のES細胞株を樹立することに成功した。これらは深刻な遺伝病の治療研究に使用可能な初のES細胞である。ユーリー・バーリンスキーは現在、他に遺伝子の異なる200株以上のES細胞を保有しており、これらは医薬品のスクリーニング（選別）などへの使用が可能である。
2013年6月、アメリカの研究グループがES細胞のヒトクローン胚作製に成功したと報告、研究はアメリカの科学雑誌「Cell」に掲載された。
2014年12月24日、英ケンブリッジ大学などのグループが、ヒトのES細胞、iPS細胞を使って精子や卵子の基になる「始原生殖細胞」を安定的に作ることに成功したと発表し、米科学誌セル電子版に掲載された。マウスでは既に京都大学のチームが作製し、正常な精子や卵子を作ることにも成功している。ヒトの始原生殖細胞を作ったとする報告は既にあったが、形成過程は十分に解明されておらず、ヒトでは安定して作ることが難しかった。ケンブリッジ大学のグループは、ヒトの場合マウスと違って「SOX17」という遺伝子が重要な役割を果たすことを突き止め、安定的に製作することに成功した。将来的に不妊の原因解明にも役立つ可能性があるとしている。
2015年1月29日、ES細胞から小脳組織を作ることに化学研究所多細胞システム形成研究センターなどのチームが成功し、米科学誌「セルリポーツ」電子版に発表された。
2018年5月、京都大学は、不妊治療で余った受精卵からES細胞を作り、提供できる体制が整ったことから、2018年7月から大学や企業にES細胞を配布すると発表。大学には1株3万円、企業には同6万円で配布する。京都大学は「ES細胞は再生医療の新たな選択肢になる。iPSと比較検証することで、安全性や有効性の向上に貢献できる」としており、ES細胞による再生医療の研究に弾みがでることが期待される。

## 体細胞からの人工多能性幹細胞（iPS細胞）の樹立
2006年8月10日、京都大学再生医科学研究所の山中伸弥らは、マウスの胚性線維芽細胞に4つの因子 (Oct3/4, Sox2, c-Myc, Klf4) を導入することでES細胞のように分化多能性を持つ人工多能性幹細胞（iPS細胞; induced pluripotent stem cells）が樹立できることを科学雑誌セルで発表した。
2007年11月20日、山中らのチームはさらに研究を進め、ヒトの大人の細胞に4種類の遺伝子 (OCT3/4, SOX2, C-MYC, KLF4) を導入することで、ES細胞に似た人工多能性幹（iPS）細胞を作製する技術を開発、論文としてセル誌で発表し、世界的な注目を集めた。また同日、世界で初めてES細胞を作製したことで知られるウィスコンシン大学のジェームズ・トムソンらのグループもヒトの胎児の細胞に4種類の遺伝子 (OCT3/4, SOX2, NANOG, LIN28) を導入する方法でiPS細胞を作製する論文を発表した。
この2チームはそれぞれ個別に研究していたが、奇しくも同様の研究成果を同じ日に発表するに至った。この2チームの研究成果は、大まかな細胞の作製方法こそ似ているが、導入した遺伝子が一部異なっている。
ES細胞の作製時における倫理的問題や拒絶反応の問題を一挙に解決できるため、ES細胞に代わる細胞として大きな注目と期待を集めているが、iPS細胞の研究はES細胞の研究と密接に関連しており、ES細胞との比較研究が必須であるため、今後もES細胞の研究は必要であると考えられる。